# Данієль Комен
Данієль Кіпнгетіч Комен (англ. Daniel Kipngetich Komen; нар. 17 травня 1976) — кенійський легкоатлет, який спеціалізувався в бігу на середні та довгі дистанції.

## Спортивні досягнення
Чемпіон світу з бігу на 5000 метрів (1997). Фіналіст (5-е місце) чемпіонату світу з бігу на 5000 метрів (1999).
Срібний призер чемпіонату світу з кросу на короткій дистанції в індивідуальному заліку дорослої вікової категорії (1998). Чемпіон світу з кросу в командному заліку на тій самій дистанції (1998).
Переможець Кубка світу з бігу на 5000 метрів (1998).
Чемпіон Африки з бігу на 5000 метрів (1998).
Чемпіон Ігор Співдружності з бігу на 5000 метрів (1998).
Чемпіон світу серед юніорів з бігу на 5000 та 10000 метрів (1994).
Срібний призер чемпіонату світу з кросу в індивідуальному заліку юніорської вікової категорії (1994). Чемпіон світу з кросу серед юніорів у командному заліку на тій самій дистанції (1994).
Чемпіон Кенії з бігу на 5000 метрів (1997).
Багаторазовий рекордсмен світу в різних дисциплінах бігу на довгі дистанції:
- біг на 3000 метрів — 7.20,67 (1996)
- біг на 5000 метрів — 12.39,74 (1997)
- біг на 3000 метрів у приміщенні — 7.24,90 (1998)
- біг на 5000 метрів у приміщенні — 12.51,48 (1998)
- біг на 5000 метрів серед юніорів — 12.56,15 (1995).

Двічі встановлював вище світове досягнення у бігу на 2 милі — 8.03,54 (1996) та 7.58,61 (1997).